# Jean-Pierre Lecocq

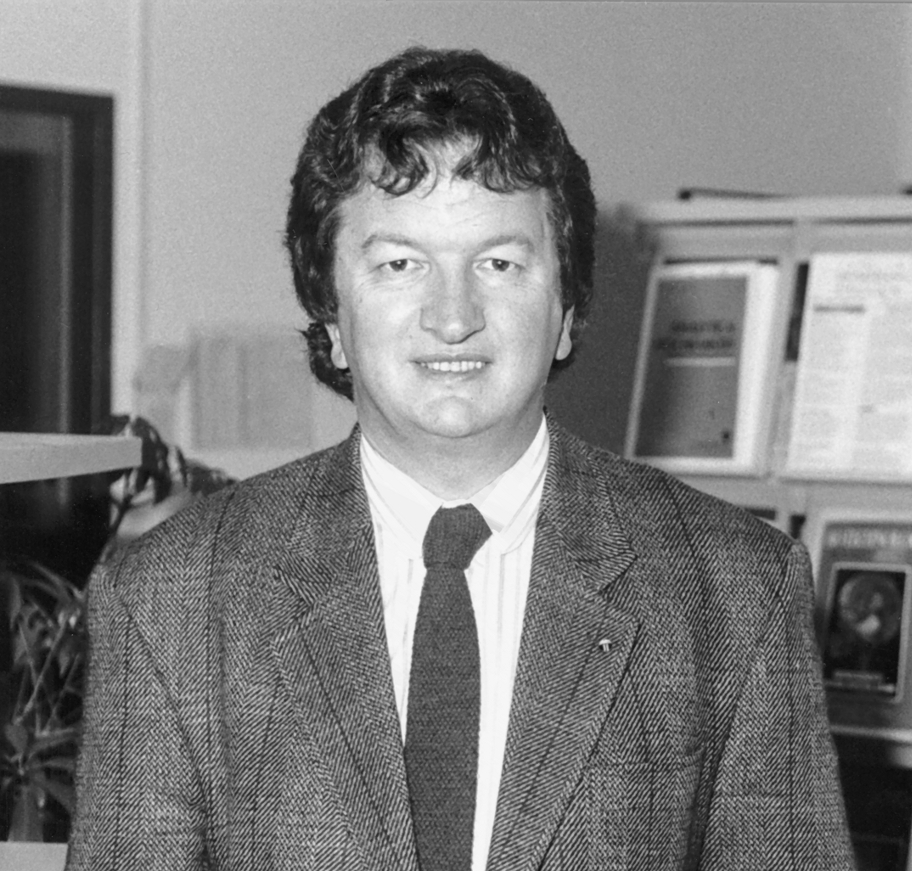
Jean-Pierre Lecocq (ca. 1990)

Jean-Pierre Lecocq (* 17. Juli 1947 in Gosselies, Belgien; † 20. Januar 1992 am Mont Sainte-Odile, Frankreich) war ein belgischer Molekularbiologe und Unternehmer.

## Ausbildung
Lecocq wuchs in Nivelles auf und erhielt 1965 ein Stipendium, um Chemie an der Freien Universität Brüssel zu studieren. 1969 schloss er das Studium mit Auszeichnung (grande distinction) ab. Ab 1969 arbeitete er an seiner Doktorarbeit im Labor von Prof. René Thomas, Département de Biologie Moléculaire, über die Wechselwirkungen zwischen Prokaryot (Escherichia coli) und Virus (Bakteriophage Lambda). Dabei identifizierte er neue bakterielle Gene, die zum bakteriellen lysogenen Zyklus oder andererseits zur Lyse führen und er untersuchte Mutanten der RNA-Polymerase. Von 1974 bis 1975 wurde Lecocq zum Militär einberufen, kehrte aber zur Forschung zurück und schloss seine Promotion 1975 mit summa cum laude (La plus grande distinction) ab. Bis Anfang 1977 arbeitete er weiter an der Freien Universität in Brüssel als Post-doc (Chargé de Recherche) mit kurzen Forschungsaufenthalten in den USA (Madison, Wisconsin) und Kanada (Universität Laval, Québec).

## Beruflicher Werdegang
Von 1977 bis 1980, in den Anfangsjahren der sich rasch entwickelnden Gentechnik, war Lecocq Projektleiter in der Abteilung Genetik des pharmazeutischen Unternehmens Smith Kline RIT, in Rixensart, Belgien, wo er ein molekularbiologisches Labor aufbaute und die Forschung über Impfstoffe gegen enteropathogene E. coli-Stämme und Hepatitis-B-Virus leitete.
1980 wurde er Wissenschaftlicher Direktor von Transgène, einer der ersten Biotech-Firmen in Frankreich, die 1979 auf Initiative von Prof. Pierre Chambon and Dr. Philippe Kourilsky in Straßburg gegründet worden war mit dem Ziel, neue Technologien in der industriellen und biomedizinischen Forschung zu entwickeln. 1984 wurde Lecocq Vizepräsident und 1990 Präsident von Transgène.
Nachdem Transgène 1991 von der Mérieux-Gruppe übernommen worden war, wurde Lecocq zusätzlich Corporate Director der Bereiche Forschung und Entwicklung der Pasteur-Mérieux-Connaught-Gruppe mit Sitz in Lyon.
Jean-Pierre Lecocq starb im Alter von 44 Jahren beim Absturz von Air-Inter-Flug 148 am 20. Januar 1992 am Mont Sainte-Odile. Er hinterließ seine Frau Mireille und zwei Kinder.

### Forschungsthemen
Von 1980 bis 1992 etablierte Lecocq französische und internationale Kooperationen zwischen Transgène, akademischen Instituten und der Industrie.
Unter seiner Leitung wurden sekretorische und nicht-sekretorische Expressionssysteme zur Erzeugung von rekombinanten Proteinen in E. coli, Saccharomyces cerevisiae, Baculovirus und Säugetierzellen in Kultur sowie rekombinante Viren entwickelt. Ein Hybridoma-Labor sorgte für die Entwicklung monoklonaler Antikörper für Analyse und Immunoaffinitätsaufreinigung und konventionelle sowie HPLC-Methoden zur Downstream-Aufreinigung und Analyse der produzierten Peptide, Proteine und Glycoproteine wurden etabliert.
Diese Technologien wurden unter anderem auf folgende Projekte angewendet: Konzept für einen auf Vaccinia-Virus basierenden Freiland-Tollwutimpfstoff (Raboral, im November 1991 ausgezeichnet mit dem Rhône Poulence Preis für Innovation und in mehreren Ländern zur Impfung von Füchsen und Waschbären eingesetzt); rekombinante Varianten von Faktor VIII und Faktor IX zur Behandlung von Hämophilie A im Auftrag des französischen Bluttransfusionsdienstes CNTS; Impfstoffkandidaten gegen Schistosomiasis, Toxoplasmose und Babesia canis; rekombinantes Hirudin, α-1-Antitrypsin, Gamma-Interferon und Interleukine sowie Varianten dieser Proteine; rekombinante Konstruktion und Expression nahezu aller Proteine von HIV-1, HIV-2 und SIV für mechanistische Untersuchungen sowie Anwendungen in Diagnostik und Impfstudien; Charakterisierung des α-Thrombin-Rezeptors; Mechanismen der zystischen Fibrose.

### Publikationen
Von 1970 bis 1991 publizierte Jean-Pierre Lecocq 130 Artikel. Fünfzehn weitere Publikationen erschienen von 1992 bis 1995 zu Themen und Projekten, die Lecocq initiiert und bearbeitet hatte.
Es folgt eine Auswahl einiger repräsentativer Publikationen:
- J.P. Lecocq (Doktorarbeit) Étude génétique et biochimique de la régulation de la transcription Dépt. de Biologie Moléculaire, Université Libre de Bruxelles (1975)
- J.P. Lecocq, C. Dambly, R. Lathe, C. Babinet, A. Bailone, R. Devoret, A.M. Gathoye, H. Garcia, M. Dewilde und T. Cabezon Nomenclature and location of bacterial mutations modifying the frequency of lysogenisation of E. coli by lambdoïd phages Molec. Gen. Genet. 145, 63–64 (1976)
- J.P. Lecocq, M. Zubowski und R. Lathe Cloning and expression of viral antigens in Escherichia coli and other microorganisms in: Methods in Virology (1984), 7, S. 121–172, K. Maramorosch, H. Koprowski, eds, Academic Press Inc, Orlando, Florida.
- M. Courtney, S. Jallat, L.H. Tessier, A. Benavente, R.G. Crystal und J.P. Lecocq Synthesis in E. coli of alpha1-antitrypsin variants of therapeutic potential emphysema and thrombosis Nature 313, S. 149–151 (1985)
- H. de la Salle, W. Altenburger, R. Elkaim, K. Dott, A. Dieterlé, R. Drillien, J.P. Cazenave, P. Tolstoshev und J.P. Lecocq Active gamma-carboxylated human factor IX expressed using recombinant DNA techniques Nature 316, 268–270 (1985)
- R.P. Harvey, E. Degryse, L. Stefanie, F. Schamber, J.P. Cazenave, M. Courtney, P. Tolstoshev und J.P. Lecocq Clonig and expression of a cDNA coding for the anticoagulant hirudin from the bloodsucking leech, hirudo medicinalis Proc. Natl. Acad. Sci. USA, 83, S. 1084–1088 (1986)
- A. Capron, R. Pierce, J.M. Balloul, J.M. Grzych, C. Dissous, P. Sondermeyer und J.P. Lecocq Protective antigens in experimental schistosomiasis Acta Tropica 44, S. 63–69 (1987)
- G. Rautmann, M.P. Kieny, R. Brandely, K. Dott, M. Girard, L. Montagnier und J.P. Lecocq HIV-1 core proteins expressed from recombinant vaccinia viruses AIDS Res. Hum. Retroviruses (1989) 5, S. 147–57.
- M.P. Kieny, J.P. Lecocq, M. Girard, Y. Rivière, L. Montagnier und R. Lathe Tailoring the human immunodeficiency virus envelope glycoprotein to improve immunogenicity in: Vaccines 89, R.A. Lerner, H. Ginsberg, R.M. Chanock, F. Brown, Cold Spring Harbor Laboratory, S. 177–183 (1989)
- J.P. Van Eendenburg, M. Yagello, M. Girard, M.P. Kieny, J.P. Lecocq, E. Muchmore, P.N. Fultz, Y. Rivière, L. Montagnier und J.C. Gluckman Cell-mediated immune proliferative responses to HIV-1 of chimpanzees vaccinated with different vaccinia recombinant viruses AIDS Res. Hum. Retroviruses (1989) 5, S. 41–50.
- T. Faure, A. Pavirani, P. Meulien, H. de la Salle, G. Mignot, H. van de Pol, M. Courtney und J.P. Lecocq Stable expression of coagulation factors VIII and IX in recombinant chinese hamster ovary cells Advances in Animal Cell Biology and Technology for Bioprocesses (1989), R.E. Spier, J.B. Griffiths, J. Stephenne, P.J. Crooy, Butterworths, England, S. 481–487.
- M.F. Cesbron-Delauw, B. Guy, G. Torpier, R.J. Pierce, G. Lenzen, J.Y. Cesbron, H. Charif, P. Lepage, F. Darcy, J.P. Lecocq et al. Molecular characterization of a 23-kilodalton major antigen secreted by Toxoplasma gondii Proc. Natl. Acad. Sci. USA, 86, S. 7537–7541 (1989)
- B. Brochier, M.P. Kieny, F. Costy, P. Coppens, B. Bauduin, J.P. Lecocq, B. Languet, G. Chappuis, P. Desmettre, K. Afiademanyo, R. Libois und P.P. Pastoret Large-scale eradication of rabies using recombinant vaccinia-rabies vaccine Nature 354, S. 520–522 (1991)
- M.A. Rosenfeld, W. Siegfried, K. Yoshimura, K. Yoneyama, M. Fukayama, L.E. Stier, P.K. Paakko, P. Gilardi, L.D. Stratford-Perricaudet, M. Perricaudet, S. Jallat, A. Pavirani, J.P. Lecocq und R.G. Crystal Adenovirus-Mediated transfer of a recombinant alpha-1-antitrypsin gene to the lung epithelium in vivo Science, 252, 431–434 (1991)
- U.B. Rasmussen, V. Vouret-Craviari, S. Jallat, Y. Schlesinger, G. Pages, A. Pavirani, J.P. Lecocq, J. Pouyssegur und E. Van Obberghen-Schilling cDNA cloning and expression of a hamster alpha-thrombin receptor coupled to Ca2+ mobilization FEBS Lett. 288, S. 123–128 (1991)
- J.M. Reichart, I. Petit, M. Legrain, J.L. Dimarq, E. Keppi, J.P. Lecocq, J.A. Hoffmann und T. Achstetter Expression and Secretion in Yeast of Active Insect Defensin, an Inducible Antibacterial Peptide from the Fleshfly Phormia terranovae Invert. Reprod. and Dev., 21, S. 15–24 (1992)
- M.A. Rosenfeld, K. Yoshimura, B.C. Trapnell, K. Yoneyama, E.R. Rosenthal, W. Dalemans, M. Fukayama, J. Bargon, L.E. Stier, L.D. Stratford-Perricaudet, M. Perricaudet, W.B. Guggino, A. Pavirani, J.P. Lecocq und R.G. Crystal In vivo Transfer of the Human Cystic Fibrosis Transmembrane Conductance Regulator Gene to Airway Epithelium Cell, 68, S. 143–155 (1992)

### Herausgeber
Lecocq war Herausgeber (oder Mitherausgeber) der folgenden Zeitschriften:
- Cell (USA) seit 1983
- Gene (USA) seit 1983
- European Journal of Epidemiology (Italien) seit 1985
- Protein Engineering (U.K.) seit 1986
- Journal of Biological Standardization seit 1989

### Mitgliedschaften
Lecocq war Mitglied folgender Organisationen
- Société Belge de Biochimie seit 1970
- European Molecular Biology Organization (EMBO) seit 1985
- Conseil Scientifique des Institut national de la recherche agronomique (INRA) seit 1986
- Berater der Weltgesundheitsorganisation (WHO) in Genf seit 1986
- Comité National de Biochimie: Section des Représentants Français des Industries Biologiques et Biochimiques seit 1986
- Conseil Scientifique de l’Université Louis Pasteur, Strasbourg seit 1986
- Conseil Scientifique de l’Association Française de Médecine Préventive seit 1986
- Comité d’Orientation de la Délégation Régionale de l’ANVAR France seit 1986
- Comité Académique des Applications de la Science (CADAS) seit 1988

## Fondation Jean-Pierre Lecocq
„Jean-Pierre has left us, victim of the Strasbourg airplane accident. This is a tragedy and an immense loss for our Institute. He was a friend for many of us.
For all of us he leaves a memory of a warm, simple, generous man and one of a great scientist recognized and appreciated worldwide.“

Um das Lebenswerk und den Menschen zu ehren, wurde 1992 die Fondation Jean-Pierre Lecocq ins Leben gerufen, die seit 1994 (und bis ins Jahr 2020) alle zwei Jahre einen Preis für „neue und bedeutende Forschungsergebnisse in der Molekularbiologie und ihren Anwendungen“ vergibt.